# Ștefan-Mihail Antonie
Ștefan-Mihail Antonie (n. 8 septembrie 1954) este un fost senator român în legislatura 2004-2008 ales în județul Mureș ca senator din partea PNL. Ștefan-Mihail Andronie a fost membru în grupurile parlamentare de prietenie cu Republica Coasta de Fildeș, Republica Populară Chineză și Statele Unite Mexicane.  Ștefan-Mihail Andronie a fost membru în următoarele comisii:
- Comisia economică, industrii și servicii - Secretar (din sep. 2008)
- Comisia pentru cercetarea abuzurilor, combaterea corupției și petiții (din sep. 2007) - Vicepreședinte
- Comisia specială pentru modificarea și completarea Regulamentului Senatului (sep. 2006 - feb. 2008) - Președinte
- Comisia pentru privatizare și administrarea activelor statului (până în sep. 2007) - Secretar
- Comisia economică, industrii și servicii (oct. 2005 - mar. 2007)
- Comisia specială pentru modificarea și completarea Regulamentului Senatului

Ștefan-Mihail Antonie a înregistrat 68 de luări de cuvânt în 55 de ședințe parlamentare și a inițiat 23 de propuneri legislative din care 4 au fost promulgate legi.